# مارسيلو توماس باريوس فيرا
مارسيلو توماس باريوس فيرا (بالإسبانية: Tomás Barrios)‏ هو لاعب كرة مضرب تشيلي، ولد في 10 ديسمبر 1997 في تشيلان في تشيلي.

## وصلات خارجية
- مارسيلو توماس باريوس فيرا على موقع رابطة محترفي التنس (الإنجليزية)
- مارسيلو توماس باريوس فيرا على موقع الاتحاد الدولي لكرة المضرب (الإنجليزية)
- مارسيلو توماس باريوس فيرا على موقع كأس ديفيز (الإنجليزية)
- مارسيلو توماس باريوس فيرا على موقع اللجنة الأولمبية الدولية (الإنجليزية)
- مارسيلو توماس باريوس فيرا على موقع أوليمبيديا (الإنجليزية)